# Taipei chinois aux Jeux olympiques d'hiver de 1994
Cet article contient des informations sur la participation et les résultats du Taipei chinois aux Jeux olympiques d'hiver de 1994, qui ont eu lieu à Lillehammer en Norvège. 

## Résultats

### Bobsleigh
| Traîneau | Athlètes                      | Épreuve    | Manche 1 | Manche 1 | Manche 2 | Manche 2 | Manche 3 | Manche 3 | Manche 4 | Manche 4 | Total         | Total |
| Traîneau | Athlètes                      | Épreuve    | Temps    | Rang     | Temps    | Rang     | Temps    | Rang     | Temps    | Rang     | Temps         | Rang  |
| -------- | ----------------------------- | ---------- | -------- | -------- | -------- | -------- | -------- | -------- | -------- | -------- | ------------- | ----- |
| TPE-1    | Sun Kuang-Ming Chang Min-Jung | Bob à deux | 54 s 48  | 33       | 54 s 63  | 32       | 55 s 24  | 39       | 55 s 09  | 36       | 3 min 39 s 44 | 35    |